# Wstrząsy 3: Powrót do Perfekcji
Wstrząsy 3: Powrót do Perfekcji (ang. Tremors 3: Back to Perfection) – amerykański film z gatunku: przygodowy, horror, czarna komedia, Sci-Fi wyreżyserowany w 2001 roku przez Brenta Maddocka, będący kontynuacją dwóch poprzednich filmów: Wstrząsy oraz Wstrząsy 2: Wielkie larwy wróciły.

## Fabuła
Zmutowane owadopodobne stworzenia ponownie zagrażają miasteczku Perfection. Burt Gummer, znany z poprzednich części pogromca graboidów, z pomocą miejscowych przedsiębiorców staje do walki z nowym zagrożeniem.

## Obsada
- Michael Gross – Burt Gummer
- Susan Chuang – Jodi Chang
- Charlotte Stewart – Nancy Sterngood
- Ariana Richards – Mindy Sterngood
- Tony Genaro – Miguel
- Barry Livingston – Dr Andrew Merliss
- Kelly Connell – Jerome
- Billy Rieck – Buford
- John Pappas – Rusk
- Shawn Christian – Jack Sawyer
- Javi Mulero – producent
- Elena Sahagun – reporterka
- Mary Gross, Lorna Scott, Jason Hopkins, Matthew Seth Wilson – turyści
- Robert Jayne – Melvin Plug
- Tom Everett – Statler